# Physocyclus pedregosus
Physocyclus pedregosus là một loài nhện trong họ Pholcidae. Loài này được phát hiện ở México.